# متلازمة مرض القلب أثناء العطلة
متلازمة مرض القلب أثناء العطلة هي نمط غير منتظم في ضربات القلب يصاب به الأفراد الذين يتمتعون غالباً بصحة جيدة. تم تعريف المصطلح في عام 1978  على أنه «ضربات القلب غير الطبيعية والتي تحدث في بعض الأحيان بعد الاستهلاك المفرط للكحول؛ غالباً ما تكون لفترة مؤقتة».
يمكن أن تكون متلازمة القلب أثناء العطلة ناتجة عن الإجهاد والجفاف وشرب الكحول. ترتبط أحيانًا بالشراهة في شرب الكحول أثناء موسم العطلة، وبالرغم من ذلك يمكن أن تحدث أيضًا عندما يستهلك الأفراد كميات معتدلة فقط من الكحول.
ضربات القلب غير المنتظمة يمكن أن تكون خطيرة. إذا استمر الخفقان لمدة أطول من بضع ساعات، يجب على المرضى طلب المساعدة الطبية. قد تؤدي بعض ضربات القلب غير المنتظمة إلى (اضطرابات النظم) المرتبطة بمتلازمة القلب أثناء العطلة بعد الإفراط في شرب الكحول إلى الوفاة المفاجئة، مما قد يفسر بعض حالات الوفاة المفاجئة الشائعة في مدمني الكحول.
الرجفان الأذيني هو عدم انتظام ضربات القلب الأكثر شيوعا في متلازمة القلب أثناء العطلة. عادة ما تختفي الأعراض نفسها خلال 24 ساعة.